# Unterhausmehring
Unterhausmehring ist ein Gemeindeteil der Stadt Dorfen im oberbayerischen Landkreis Erding.

## Lage
Der Weiler liegt gut einen Kilometer südöstlich des Zentrums von Dorfen und abseits der westlich verlaufenden Bundesstraße 15 auf der Gemarkung Hausmehring. Durch die Auflösung der Gemeinde Hausmehring im Zuge der Gebietsreform in Bayern kam Unterhausmehring 1972 zur Stadt Dorfen.